# Tore Olsen
Tore Olsen (* 25. August 1970) ist ein ehemaliger norwegischer Skilangläufer.

## Werdegang
Olsen, der für den Kirkenes og Omegn SK startete, lief im Dezember 1995 in Savalen erstmals im Continental-Cup und belegte dabei den 17. Platz über 15 km klassisch. Sein Debüt im Weltcup hatte er im Februar 1996 in Trondheim, das er auf dem 67. Platz über 30 km Freistil beendete. Im Februar 2000 holte er in Lillehammer mit dem 20. Platz im Skiathlon seine ersten Weltcuppunkte und erreichte in Vantaa mit dem zweiten Platz über 30 km Freistil seine einzige Podestplatzierung im Continental-Cup. Im folgenden Monat errang er in Oslo mit Platz 17 über 50 km klassisch seine beste Platzierung im Weltcupeinzel. Im selben Jahr wurde er norwegischer Meister über 50 km. Sein 14. und damit letztes Weltcupeinzelrennen absolvierte er im März 2002 in Lillehammer, welches er auf dem 50. Platz im Massenstartrennen über 58 km klassisch beendete.